# Cyprinodon pachycephalus
El cachorrito cabezón (Cyprinodon pachycephalus) es una especie de pez dulceacuícola endémica del manantial termal San Diego de Alcalá, en el municipio de Aldama, Chihuahua. 

## Clasificación y descripción
Es un pez de la familia Cyprinodontidae del orden Cypriniformes. Su cuerpo está fuertemente comprimido y semirromboide, presentando como carácter distintivo una cabeza grande que ocupa casi un tercio de su longitud total. La coloración es sutil, los machos son de color pardo azul-verdoso, blanco o beige con el vientre con bandas oscuras difusas y aletas amarilla; las hembras son beige o blanco y tienen un ocelo en la aleta dorsal más grande que la pupila. La talla máxima que alcanza este pez es de 44.1 mm de longitud patrón. Los machos pueden alcanzar los 5 cm de longitud total.

## Distribución
Este pez es endémico de los manantiales termales (44 °C) y sus efluentes en San Diego de Alcalá, Aldama, en el estado de Chihuahua.

## Ambiente
Este pez habita en manantiales termales de temperatura entre los 39 y 44 °C.

## Estado de conservación
Estudios indican que el cachorrito cabezón mantiene poblaciones relativamente robustas y seguras en comparación con otras especies de cachorritos residentes del desierto Chihuahuense, sin embargo, continúa siendo vulnerable a la extinción. Esta especie se encuentra enlistada en la Norma Oficial Mexicana 059 (NOM-059-SEMARNAT-2010) como En Peligro de Extinción, mientras que se considera como Peligro Crítico en la Lista Roja de la Unión Internacional para la Conservación de la Naturaleza (UICN).